# Rp.
Rp. er en forkortelse for det latinske recipe, der på dansk betyder "tag". Udtrykket anvendes på recepter og i journaler, når der ordineres et nyt lægemiddel.
Eksempel: En patient skal have en recept på lægemidlet vepicombin(R) (et antibiotika), fordi denne har lungebetændelse:
"Rp. tbl. (tablet) Vepicombin 1 MIE (Million Internationale Enheder) x 4 dagligt i 10 dage."